# Szolnok-Doboka vármegye

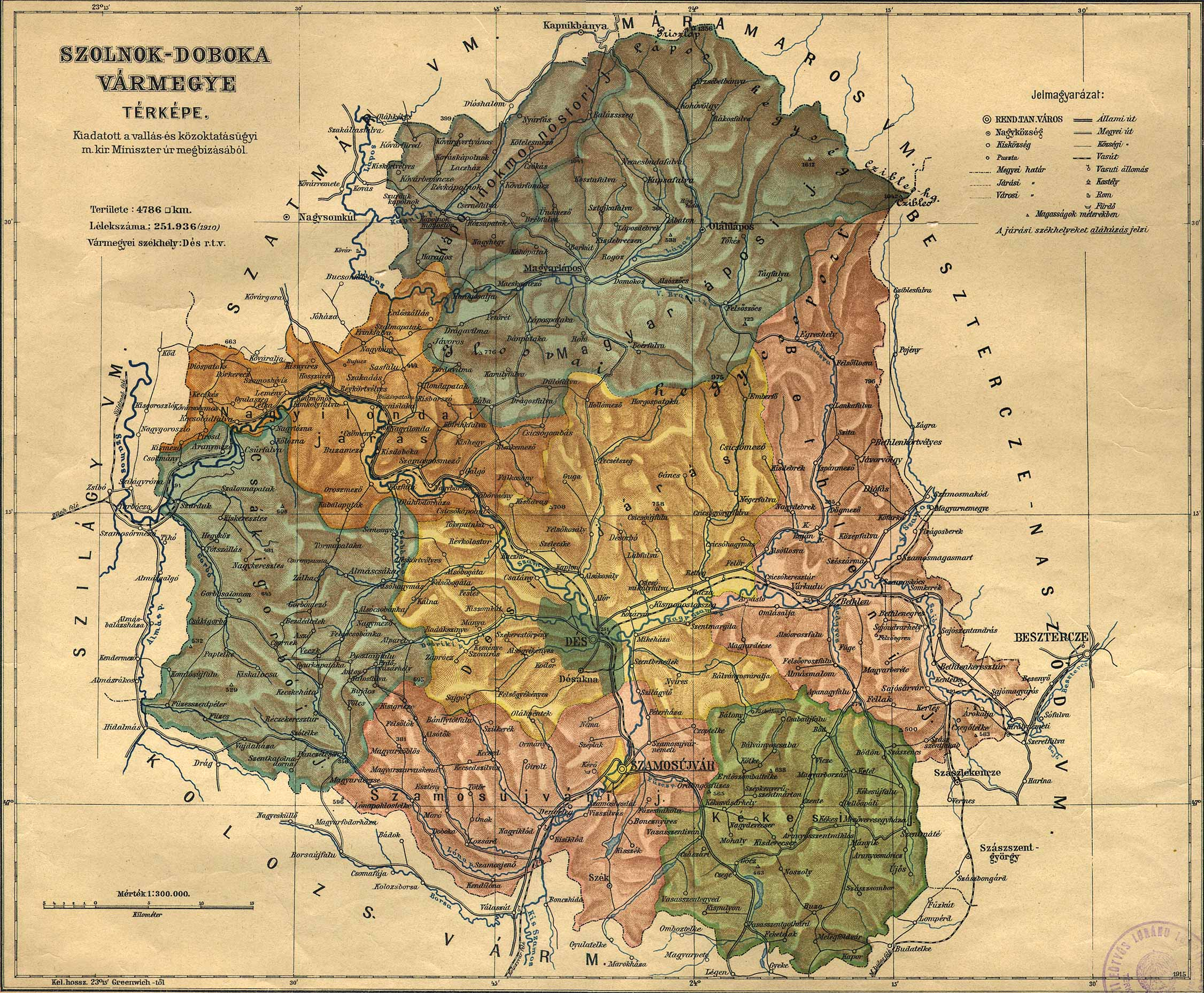
Szolnok-Doboka vármegye közigazgatási térképe 1910-ből

Szolnok-Doboka vármegye (németül: Sollnok-Dobeschdorf) közigazgatási egység volt a Magyar Királyság keleti részében. Jelenleg Románia része.

## Földrajz
A vármegye teljes területe dombvidék és hegység volt. Északon a Lápos-hegység és a Cibles csoportjai, nyugaton az Ilosvai-hegység, délkeleten pedig a Mezőség födte le területét. Legfontosabb folyói a Nagy- és Kis Szamosok, illetve Lápos folyók voltak. Legmagasabb pontja az 1839 m magas Cibles hegycsúcs, legalacsonyabb pontja 200 m körül volt a Szamos völgyében.
Északról Szatmár illetve Máramaros vármegyék, keletről Beszterce-Naszód vármegye, délről Kolozs vármegye, nyugatról pedig Szatmár illetve Szilágy vármegyék határolták.

## Történelem
A vármegye 1876-ban alakult Belső-Szolnok vármegye és Doboka vármegye legnagyobb részéből, kiegészítve a Kővárvidék egy részével.
A vármegye 1918-tól gyakorlatilag, majd 1920-tól hivatalosan is Románia területéhez tartozott (Județul Someș azaz Szamos megye néven élve tovább), a második bécsi döntés értelmében azonban 1940-ben visszakerült Magyarországhoz, és kissé módosult területtel 1944-ig ismét fennállt.
A második világháború után újra Románia része lett. Területe 1960-ban a romániai Kolozs, Máramaros, Beszterce-Naszód és Szilágy megyék között lett felosztva.

## Lakosság
A vármegye összlakossága 1910-ben 251 936 személy volt, ebből:
- 189 443 (75,19%) román
- 52 181 (20,71%) magyar
- 6902 (2,74%) német

## Közigazgatás

### Járási beosztás
A vármegyében közvetlenül megalakulása után, 1877-ben 14 járás volt, melyek jóval kisebbek voltak az ország más területein szokásosnál. Néhány év múlva ezeket a kis területű és népességű járásokat összevonták és csupán hét maradt belőlük. 1886-tól volt a járásoknak a vármegye által kijelölt állandó székhelye, addig a főszolgabíró mindenkori lakhelye számított a székhelynek. A trianoni előtti utolsó átszervezés 1907-ben történt, amikor egy új, nyolcadik 
járást szerveztek.
A vármegye járásai és székhelyeik az alábbiak volta 1886 után:
- Bethleni járás, székhelye Bethlen
- Csákigorbói járás, székhelye Csákigorbó
- Dési járás, székhelye Dés
- Kékesi járás, székhelye Kékes
- Magyarláposi járás, székhelye Magyarlápos
- Nagyilondai járás, székhelye Nagyilonda
- Szamosújvári járás, székhelye Szamosújvár
- Kápolnokmonostori járás, székhelye Kápolnokmonostor (1907-ben szervezték)

Az egykori vármegye területe 1940-ben, a második bécsi döntéssel ismét Magyarországhoz került, és ekkor újjáalakult, bár határait kisebb mértékben kiigazították. A Csákigorbói járás nem alakult újra, egykori területének egy részét a székhellyel együtt Szilágy vármegyéhez csatolták, a Kápolnokmonostori járás viszont ezekben az években Szatmár vármegyéhez tartozott. Így ekkor a vármegyéhez hat járás tartozott:
- Bethleni járás, székhelye Bethlen
- Dési járás, székhelye Dés
- Kékesi járás, székhelye Kékes
- Magyarláposi járás, székhelye Magyarlápos
- Nagyilondai járás, székhelye Nagyilonda
- Szamosújvári járás, székhelye Szamosújvár

A vármegyéhez megalakulása után, 1877-ben három rendezett tanácsú város tartozott, Dés, Szamosújvár és Szék. Dés középkorú eredetű város, mely korábban egy ideig szabad királyi rangot is viselt, Szamosújvár a szabad királyi városi rangot végig megtartotta és csak az 1876-os rendezés során osztották be a vármegyébe, Szék pedig 1870-ben kapott törvényhatósági jogot, de 1876-ban megfosztották ettől, majd az 1880-as években a rendezett tanácsú városi rangról is lemondott az azzal járó adóterhek miatt. Így a trianoni békeszerződés előtt a megyében két rendezett tanácsú város volt (Dés és Szamosújvár). 1940 és 1944 között, amikor a megye ismét Magyarországhoz tartozott ugyanez a két városa volt,  de ekkor a megváltozott jogszabályoknak megfelelően megyei város volt a rangjuk.